# Pedro Pacheco de Villena
Pedro Pacheco de Villena o Pedro Pacheco Ladrón de Guevara (La Puebla de Montalbán, Toledo, 29 de junio de 1488-Roma, 5 de marzo de 1560) fue un cardenal y político español.

## Biografía
Proveniente de una familia aristócrata, hijo de Alfonso Téllez Girón (el menor de los tres hijos varones de Juan Fernández Pacheco y Téllez Girón, I duque de Escalona, I marqués de Villena, I conde de Xiquena, maestre de la Orden de Santiago, y de su segunda esposa María Portocarrero Enríquez) y de su esposa María Vélez de Guevara, estudió en y dio clases en Salamanca.
Siendo capellán real de Carlos I en 1518, por orden del rey visitó las cancillerías de Valladolid y Granada, a partir de aquí su carrera fue ascendente, marchando a Roma como camarero privado del Papa Adriano VI; fue creado cardenal por el papa Paulo III, el 16 de diciembre de 1545. En 1551-52 participó en el Concilio de Trento, siendo célebres sus intervenciones a favor de la doctrina de la Inmaculada y protestó por el traslado de este a Bolonia.
El 3 de junio de 1553 fue nombrado virrey de Nápoles por el rey Carlos I, para suceder a don Pedro de Toledo que había muerto el 21 de febrero de ese mismo año. Al año siguiente, cuando Carlos I cedió el reino de Nápoles a su hijo Felipe II con motivo de la boda de este con María Tudor, Pacheco fue confirmado en el cargo. En mayo de 1555 viajó a Roma en misión diplomática ante el recién nombrado pontífice, el napolitano Paulo IV; la postura de éste, manifiestamente contraria a la posesión española sobre Nápoles, llevó a Felipe II a disponer que Pacheco quedase en Roma a fin de moderar la beligerancia contra España del nuevo papa. Pacheco fue relevado del virreinato, quedando el gobierno de Nápoles provisionalmente en manos de Bernardino de Mendoza.

## Nombramientos
A lo largo de su vida ocupó diversos cargos eclesiásticos:
- Obispo de Mondoñedo, 6 de septiembre de 1532 al 11 de abril de 1537.
- Obispo de Ciudad Rodrigo, 11 de abril de 1537 al 21 de mayo de 1539.
- Obispo de Pamplona, 21 de mayo de 1539 al 9 de enero de 1545.
- Obispo de Jaén, 9 de enero de 1545 al 30 de abril de 1554.
- Cardenal, nombrado por el papa Paulo III el 16 de diciembre de 1545.
- Obispo de Sigüenza, 30 de abril de 1554 a 20 de septiembre de 1557; residiendo en Roma, dirigió el obispado por medio de sus provisores Nicolás de Lira y Gabriel de Guevara.[1]
- Obispo de Albano de la Diócesis de Roma, 20 de septiembre de 1557 al 5 de marzo de 1560(†).

Tiempo después de su muerte, sus restos fueron trasladados al convento de Concepcionistas Franciscanas de La Puebla de Montalbán, fundado precisamente por él y de cuya reconstrucción se había hecho cargo.
| Predecesor: Francesco Pisani | Obispo de Albano 1557 - 1560 | Sucesor: Giovanni Girolamo Morone |